# Bicilis
Bicilis a fost un apropiat al regelui dac Decebal despre care se spune că ar fi arătat romanilor pe unde se poate intra în Sarmisegetuza și locul unde se afla tezaurul lui Decebal.